# Empagliflozyna

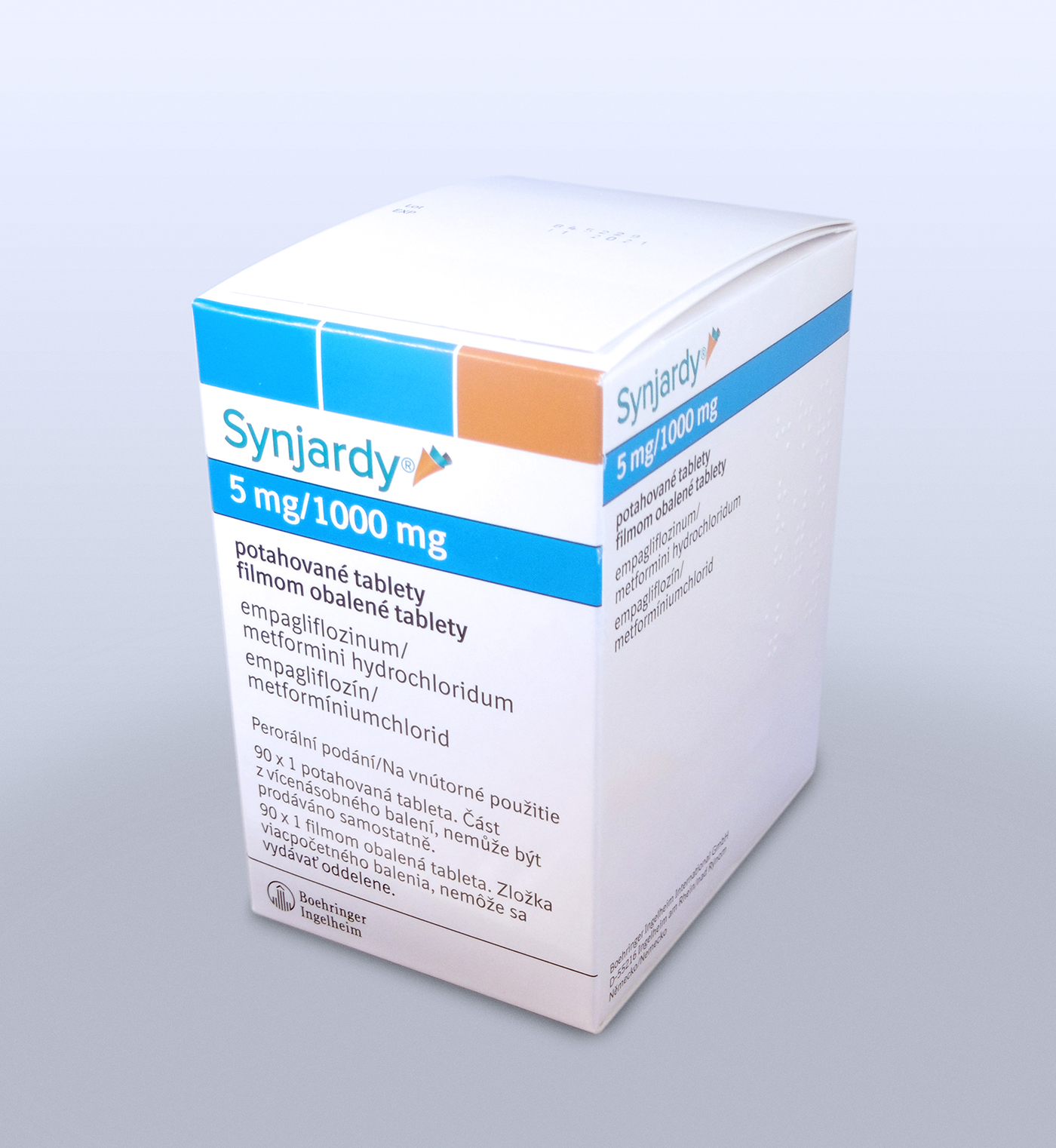
Synjardy – preparat złożony zawierający empagliflozynę i metforminę

Empagliflozyna – organiczny związek chemiczny z grupy flozyn. Jest stosowana jako doustny lek przeciwcukrzycowy w leczeniu cukrzycy typu 2 oraz w przewlekłej  niewydolności serca i przewlekłej niewydolności nerek.
Lek został zatwierdzony do użytku w Unii Europejskiej 22 maja 2014 roku, a w Stanach Zjednoczonych 1 sierpnia 2014 roku.

## Mechanizm działania
Empagliflozyna jest odwracalnym inhibitorem kotransportera sodowo-glukozowego 2 (SGLT2) – białka odpowiadającego za reabsorpcję ponad 90% glukozy ze światła kanalika proksymalnego nefronu. Jej działanie powoduje glukozurię, zmniejszenie glikemii, spadek masy ciała, zmniejszenie ciśnienia tętniczego, zmniejszenie insulinooporności oraz zmniejszenie stężenia kwasu moczowego we krwi.

## Działania niepożądane
Charakterystyka produktu leczniczego wymienia następujące działania niepożądane empagliflozyny:

### Występujące bardzo często
- hipoglikemia – przy stosowaniu z pochodnymi sulfonylomocznika lub insuliną
- zmniejszenie objętości płynów

### Występujące często
- zakażenia układu moczowego, kandydoza pochwy, zapalenie pochwy, zapalenie sromu, zapalenie żołędzi i inne zakażenia narządów płciowych
- wzmożone pragnienie
- zaparcia
- świąd
- wysypka
- poliuria
- hiperlipidemia

### Występujące niezbyt często
- kwasica ketonowa
- pokrzywka
- obrzęk naczynioruchowy
- dyzuria
- zwiększenie stężenia kreatyniny we krwi i/lub zmniejszenie GFR
- zwiększenie hematokrytu

### Występujące rzadko
- zgorzel Fourniera

### Występujące bardzo rzadko
- cewkowo-śródmiąższowe zapalenie nerek

## Preparaty
Preparaty dostępne w Polsce: Jardiance 10 mg, Jardiance 25 mg, Synjardy (5 mg empagliflozyny i 1 g chlorowodorku metforminy).
Do obrotu w UE został dopuszczony również Glyxambi – preparat złożony zawierający empagliflozynę i linagliptynę.